# Józef Dziędzielewicz
Józef Dziędzielewicz (ur. 4 września 1844 we Lwowie, zm. 24 lutego 1918 w Mysłowicach) – polski entomolog, trichopterolog, odonatolog, prawnik. Jeden z najbardziej zasłużonych entomologów Polski.

## Droga życiowa
Urodził się we Lwowie, tu ukończył szkołę ludową i gimnazjum. Jako uczeń ósmej klasy gimnazjalnej zawarł ścisłą i dozgonną przyjaźń z Marianem Łomnickim, który zainteresował go entomologią i zachęcił do zbierania owadów. Za przedmiot badań entomologicznych obrał owady siatkoskrzydłe. Po maturze zapisał się na wydział prawniczy na Uniwersytecie Lwowskim. Już w czasie studiów nawiązał przyjazne stosunki i został przedstawiony ordynatowi Włodzimierzowi hr. Dzieduszyckiemu, który zakładał muzeum przyrodnicze.
Studia prawnicze ukończył ze stopniem doktora. W 1871 jako praktykant sądowy udał się do Przemyślan, następnie został przeniesiony do Lwowa, gdzie złożył egzamin sędziowski. W kolejnych latach najpierw jako auskultant, potem jako adiunkt sądowy, pracował we Lwowie, Peczeniżynie, Kołomyi, powtórnie we Lwowie, w Czortkowie, Tarnopolu i ponownie w Kołomyi.
W latach 1891 i 1892 odbywał wycieczki w Tatry. W 1895 spotkał się z przejeżdżającym przez Kołomyję Włodzimierzem Dzieduszyckim. Za jego wstawiennictwem został przeniesiony do Lwowa. W 1896 został mianowany sekretarzem Rady Muzeum im. Dzieduszyckich. W czasie wolnym od zajęć urzędowych poświęcał się pracy naukowej nad owadami z ówczesnego rzędu siatkoskrzydłych. Porządkował zbiory i przygotowywał do druku publikację o ważkach („Ważki Galicyi i przyległych krajów polskich”, która ukazała się w 1902 r. nakładem wydawnictwa Muzeum). Jednocześnie zbierał owady w czasie wycieczek w okolicach Lwowa, jak i w Karpatach.
W 1905 dosłużył się tytułu radcy sądowego. W 1907 przeszedł na emeryturę. Na emeryturze pracował dalej w Muzeum oraz zbierał materiał do badań w terenie, w okolicach Lwowa oraz w Karpatach. Nad Prutem zaskoczyła go I wojna światowa. Przeniósł się do Myślenic (30 km na południe od Krakowa, choć w opracowaniu Brzęka pojawia się nazwa 'Mysłowice' w woj. katowickim), kontynuował zbiory owadów, w nadziei opracowania ich po powrocie do Lwowa. Zmarł w dniu 24 II 1918 r. w Myślenicach (Mysłowicach?).

## Praca naukowa
W naukach przyrodniczych był samoukiem. Z biegiem lat stał się cenionym w skali europejskiej autorytetem w zakresie owadów siatkoskrzydłych. Za przedmiot swych badań obrał owady siatkoskrzydłe, obecnie ujęte w kilka oddzielnych rzędów: chruściki (Trichoptera), ważki (Odonata), jętki (Ephemeroptera), widelnice (Plecoptera), wojsiłki (Mecoptera), sieciarki (Neuroptera). Najwięcej prac badawczych Józefa Dziędzielewicza dotyczy chruścików i w drugiej kolejności ważek.
Na początku swojej pracy badawczej korzystał ze zbioru owadów z Tatr, zebranych przez Maksymiliana Nowickiego, zgromadzonych w Muzeum im. Dzieduszyckich. Konsultował się z Friedrichem Brauerem z Wiednia. W latach późniejszych nawiązał kontakt z ówczesnymi specjalistami: Peterem Kempnym z Guttenstein, Františkiem Klapálkiem z Pragi, Kennethem Mortonem z Edynburga, Friedrichem Risem z Rheinau (Szwajcaria), Georgiem Ulmerem z Hamburga i Güntherem Enderleinem ze Szczecina.
Zbadał dokładnie faunę i rozmieszczenie owadów siatkoskrzydłych w Karpatach Wschodnich, na Pokuciu, Podolu, Śląsku, w Tatrach i na niemal całym Podkarpaciu. Szczególnie ożywioną działalność wykazał po 1895 r., gdy dzięki poparciu W. Dzieduszyckiego został przeniesiony z Kołomyi do Lwowa. Swoje prace drukował głównie w „Sprawozdaniach Komisji Fizjograficznej Akademii Umiejętności” w Krakowie i w „Kosmosie” (Lwów). Najobszerniejsze z nich to: 
- monografia o ważkach (stanowi jeden z tomów dawnych wydawnictw Muzeum im. Dzieduszyckich)
- praca „Owady siatkoskrzydłe ziem Polski” z obszernym wykazem chruścików Polski (wydanie pośmiertnie w Rozpr. Wiad. Muz. Dzieduszyckich tom 3, 1919, tom 4,1920).

Opisał kilka nowych dla nauki gatunków z rzędu Trichoptera: Rhyacophila furcata, Acrophylax czarnohoricus (obecnie Chionophylax czarnohoricus), Isogamus czarnohorensis, Acrophylax vernalis, Stenophylax carpathicus (obecnie Potamophylax carpathicus), Heliconis chomiacensis (obecnie Annitella chomiacensis), Drusus carpathicus, Chaetopteryx polonica, Brachycentrus carpathicus. Na cześć J. Dziędzielewicza czeski trichopterolog z Pragi - F. Klapalek – nazwał jeden gatunek chruścika: Ecclisopteryx dziedzielewiczi.
Jego publikacje zawierają nie tylko wykazy gatunków badanych regionów, ale także cenne uwagi na temat systematyki, zoogeografii i biologii owadów. Utrwalał także polskie nazwy gatunkowe, czasem tworząc nowe.
W 1867 został członkiem Komisji Fizjograficznej Towarzystwa Naukowego Krakowskiego (od 1873 Akademia Umiejętności). Był też członkiem Towarzystwa Tatrzańskiego.
Opublikował ponad 30 prac naukowych ze swej specjalności oraz kilka artykułów popularnych, głównie z wycieczek w Karpaty, wydanych w Pamiętnikach Towarzystwa Tatrzańskiego. Opublikował liczne recenzje, publikowane w „Kosmosie”, i artykuły popularne drukowane w „Przyrodniku”.
Swoje zbiory darował częściowo Muzeum im. Dzieduszyckich (po II wojnie światowej wraz z innymi bezcennymi skarbami nie zostały zwrócone prawowitym właścicielom i do dziś pozostają w Państwowym Muzeum Przyrodniczym we Lwowie, Akademia Nauk Ukrainy), częściowo Muzeum Fizjograficznemu Akademii Umiejętności Krakowie.